# Список умерших в 1857 году
В этой статье представлен список известных людей, умерших в 1857 году.
См. также: Категория:Умершие в 1857 году

## Июль
- 19 июля — Игна́сио А́льварес Тома́с (70) — Верховный правитель Объединённых провинций Ла-Платы (1815-1816)

## Декабрь
- 10 декабря — Виктория Саксен-Кобург-Готская (35) — принцесса Саксен-Кобург-Готская, в браке — герцогиня Немурская.
- 26 декабря — Александр Бауман (43) — австрийский поэт, драматург, либреттист, популярный композитор народных песен и романсов на нижнеавстрийском диалекте.